# Mar de Barents
(ru) Баренцево море
Localização do mar de Barents.
O mar de Barents (norueguês: Barentshavet, russo: Баренцево море) é um mar marginal do Oceano Ártico, localizado ao largo das costas setentrionais da Noruega e da Rússia e dividido entre águas territoriais norueguesas e russas. Era conhecido anteriormente entre os russos como o Mar do Norte, Mar de Pomorsky ou Mar de Murman ("Mar Nórdico"); o nome atual do mar é uma homenagem ao histórico navegador holandês Willem Barentsz.
O Mar de Barents é um mar de plataforma bastante raso com uma profundidade média de 230 metros (750 pés), e é um local importante para a pesca e exploração de hidrocarbonetos. Faz fronteira com a Península de Kola ao sul, a borda da plataforma em direção ao Mar da Noruega a oeste, os arquipélagos de Svalbard a noroeste, Franz Josef Land a nordeste e Novaya Zemlya a leste. As ilhas de Novaya Zemlya, uma extensão do extremo norte dos Montes Urais, separam o Mar de Barents do Mar de Kara.
Embora parte do Oceano Ártico, o Mar de Barents tem sido caracterizado como "transformando-se no Atlântico" ou em processo de ser "Atlânico" devido ao seu status como "o ponto quente de aquecimento do Ártico". As mudanças hidrológicas devido ao aquecimento global levaram a uma redução do gelo marinho e da estratificação da coluna de água, o que poderia produzir grandes mudanças no clima na Eurásia. Uma previsão é que, à medida que a área permanente livre de gelo do Mar de Barents cresce, a evaporação aumentará, levando ao aumento das quedas de neve no inverno em grande parte da Europa continental.

## Geografia
A metade sul do Mar de Barents, incluindo os portos de Murmansk (Rússia) e Vardø (Noruega) permanecem sem gelo durante todo o ano devido à quente deriva do Atlântico Norte. Em setembro, todo o Mar de Barents está mais ou menos completamente livre de gelo. Em 1944, o território da Finlândia também chegou ao Mar de Barents. O porto de Liinakhamari, no distrito de Pechengsky, era o único porto de inverno sem gelo da Finlândia até ser cedido à União Soviética.
Existem três tipos principais de massas de água no Mar de Barents: Água quente e salgada do Atlântico (temperatura >3 °C, salinidade >35) da deriva do Atlântico Norte; água fria do Ártico (temperatura <0 °C, salinidade <35) do norte; e águas costeiras quentes, mas não muito salgadas (temperatura >3 °C, salinidade <34,7). Entre as águas do Atlântico e do Polar, forma-se uma frente chamada Frente Polar. Nas partes ocidentais do mar (perto da Ilha do Urso), esta frente é determinada pela topografia inferior e, portanto, é relativamente acentuada e estável de ano para ano, enquanto no leste (em direção a Novaya Zemlya), pode ser bastante difusa e sua posição pode variar acentuadamente entre os anos.
As terras de Novaya Zemlya atingiram a maior parte de sua deglaciação costeira inicial do Holoceno aproximadamente 10 000 anos antes do presente.

### Geologia
O Mar de Barents foi originalmente formado a partir de duas grandes colisões continentais: a orogenia da Caledônia, na qual a Báltica e a Laurentia colidiram para formar a Laurásia, e uma subsequente colisão entre a Laurásia e a Sibéria Ocidental. A maior parte de sua história geológica é dominada por tectônica extensional, causada pelo colapso dos cinturões orogênicos da Caledônia e do Uraliano e pelo desmembramento da Pangeia. Esses eventos criaram as principais bacias de fenda que dominam a Plataforma de Barents, juntamente com várias plataformas e alturas estruturais. A história geológica posterior do Mar de Barents é dominada pela elevação do Cenozoico Tardio, particularmente aquela causada pela glaciação do Quaternário, que resultou em erosão e deposição de sedimentos significativos.

## História

### Nome
O Mar de Barents era anteriormente conhecido pelos russos como Murmanskoye More, ou o "Mar de Murmans" (ou seja, seu termo para noruegueses). Aparece com este nome em mapas do século XVI, incluindo o Mapa do Ártico de Gerard Mercator, publicado em seu atlas de 1595. Seu canto oriental, na região do estuário do rio Pechora, é conhecido como Pechorskoye Morye, ou seja, Mar de Pechora. Também era conhecido como Pomorsky Morye, em homenagem aos primeiros habitantes de suas margens, os Pomors.
Este mar recebeu seu nome atual pelos europeus em homenagem a Willem Barentsz, um navegador e explorador holandês. Barentsz foi o líder das primeiras expedições ao extremo norte, no final do século XVI.
O Mar de Barents tem sido chamado pelos marinheiros de "A Pista de Dança do Diabo" devido à sua imprevisibilidade e nível de dificuldade.
Os remadores do oceano chamam-lhe "Mandíbula do Diabo". Em 2017, após a primeira travessia completa do Mar de Barents, de Tromsø a Longyearbyen, registrada em um barco a remo pela expedição Polar Row, o capitão Fiann Paul foi questionado pela Norwegian TV2 sobre como um remador nomearia o Mar de Barents. Fiann respondeu que o chamaria de "Mandíbula do Diabo", acrescentando que os ventos que você luta constantemente são como a respiração das narinas do diabo enquanto ele o segura em suas mandíbulas.

### Era moderna
O mapeamento dos fundos marinhos foi concluído em 1933; o primeiro mapa completo foi produzido pela geóloga marinha russa Maria Klenova.
O Mar de Barents foi o local de um notável combate na Segunda Guerra Mundial, que mais tarde ficou conhecido como a Batalha do Mar de Barents. Sob o comando de Oskar Kummetz, navios de guerra alemães afundaram o HMS Bramble e o contratorpedeiro HMS Achates mas perderam o contratorpedeiro Z16 Friedrich Eckoldt. Além disso, o cruzador alemão Almirante Hipper foi severamente danificado por tiros britânicos. Os alemães mais tarde recuaram e o comboio britânico chegou em segurança a Murmansk pouco depois.

Durante a Guerra Fria, a Frota Soviética da Bandeira Vermelha do Norte usou os confins do sul do mar como um bastião submarino de mísseis balísticos, uma estratégia que a Rússia continuou. A contaminação nuclear de reatores navais russos despejados é uma preocupação ambiental no Mar de Barents.